# Stephen Herek
Stephen Herek (* 10. November 1958 in San Antonio) ist ein US-amerikanischer Filmregisseur, Filmproduzent und Drehbuchautor.

## Karriere
Einige seiner größten Kinoerfolge inszenierte er für die Disney-Studios, darunter den Überraschungshit Mighty Ducks – Das Superteam, Die drei Musketiere und 101 Dalmatiner. Herek hat seit 1986 bei mehr als 20 Spielfilmen die Regie übernommen. Zudem war er an einigen Fernsehserien beteiligt.
Die ersten zehn Jahre seiner Karriere inszenierte Herek fast ausnahmslos erfolgreiche Filme, seine beiden Erstlingswerke Critters – Sie sind da! und Bill & Teds verrückte Reise durch die Zeit gehören zu den Klassikern ihrer Genres. Vor allem Bill & Teds verrückte Reise durch die Zeit hat in seinem Ursprungsland USA großen Eindruck hinterlassen und gehört zu den wichtigsten Teenager-Komödien der 1980er Jahre. Mr. Holland’s Opus erhielt eine Oscar-Nominierung für den Hauptdarsteller Richard Dreyfuss. Nachdem Herek eine Reihe von kommerziellen Misserfolgen landete, die 1998 mit Der Guru begann, wurde er nach 2005 nur noch für kleinere Projekte, Fortsetzungen erfolgreicher Filme und Low-Budget-Produktionen engagiert, die nicht selten für das Fernsehen oder eine direkte Video-Auswertung vorgesehen waren. Nach 2010 fungierte er zudem verstärkt als Regisseur für vereinzelte Episoden namhafter Fernsehserien. 

## Filmografie (Auswahl)
- 1986: Critters – Sie sind da! (Critters)
- 1989: Bill & Teds verrückte Reise durch die Zeit (Bill & Ted’s Excellent Adventure)
- 1989: Der Junge aus dem Weltall (The Gifted One)
- 1991: Fast Food Family (Don’t Tell Mom the Babysitter’s Dead)
- 1992: Mighty Ducks – Das Superteam (The Mighty Ducks)
- 1993: Die drei Musketiere (The Three Musketeers)
- 1995: Mr. Holland’s Opus
- 1996: 101 Dalmatiner (101 Dalmatians)
- 1998: Der Guru (Holy Man)
- 2001: Rock Star
- 2002: Leben oder so ähnlich (Life or Something like it)
- 2003: Young MacGyver (Fernsehfilm)
- 2005: Der Herr des Hauses (Man of the House)
- 2008: Party Date – Per Handy zur großen Liebe (Picture This!, Fernsehfilm)
- 2009: So gut wie tot – Dead Like Me: Der Film (Dead Like Me: Life After Death)
- 2009: Into the Blue 2 – Das goldene Riff (Into the Blue 2: The Reef)
- 2010: Liebe und Eis 4 – Feuer und Eis (The Cutting Edge: Fire & Ice, Fernsehfilm)
- 2010: The Chaperone – Der etwas andere Aufpasser (The Chaperone)
- 2013: Dallas (Fernsehserie, Folge 2x04)
- 2013: Verflixt! – Murphys Gesetz (Jinxed, Fernsehfilm)
- 2014: Gilly Hopkins – Eine wie keine (The Great Gilly Hopkins)
- 2015–2016: Hawaii Five-0 (Fernsehserie, 3 Folgen)
- 2016–2019: MacGyver (Fernsehserie, 11 Folgen)
- 2019: Same Time, Next Christmas (Fernsehfilm)
- 2021: Gibt es ein Leben nach der Party? (Afterlife of the Party)
- 2023: Dog Gone
- 2024: Our Little Secret

## Auszeichnungen (Auswahl)
Für seine Arbeit an Mr. Holland’s Opus gewann Herek 1997 den Christopher Award. 2016 erhielt er den Preis ein zweites Mal.